# Merulempista rubriptera
Merulempista rubriptera là một loài bướm đêm thuộc họ Pyralidae. Nó được tìm thấy ở Trung Quốc (Inner Mongolia).
Sải cánh dài 23.5-24.5 mm. 